# سمك الرقيطة
أسماك الرقيطة أو سمك الطباق أو سمك الرابض ( اللخمة ) كائنات البحرية أو بما يسمى الأسماك الغضروفية المعروفة بخطورتها والتي تعيش في البحار والمحيطات وتكثر في المناطق الاستوائية وشبه الاستوائية كما توجد في المناطق المعتدلة، وتفضل المياه الضحلة وخاصة الخلجان ذات القاع الرملي وهي اسماك جسمها مفلطح على شكل قرص مستدير ولها ذيل طويل قد يصل في بعض الأنواع إلى خمسة أضعاف طول الجسم وهو يشبه السوط. يحمل شوكة مسننة سامة أو أكثر وتغطي هذه الأشواك المسننة بغشاء مخاطي يحتوي على عدد من الخلايا السامة وتكمن الخطورة في هذه الشوكة وما تحتويه من سم.
ومن عادة أسماك الرقيطة ( اللخمة ) أنها تبقى ساكنة على قاع البحر تدفن نفسها في الرمال ولا يظهر منها سوى العينان وعندما تشعر بالخطر تضرب بذيلها في حركة سريعة جداً فتندفع الشوكة بقوة في جسم الفريسة وتغرس أسنانها الجانبية بين الأنسجة مما يجعل إخراجها صعباً دون إجراء عملية جراحية، وتظهر على المصاب أعراض التسمم فوراً ويشعر ببرودة ورعشة وتشنج إطرافه. وتحدث الإصابة عادة في القدم إلا انه سجلت إصابات في أجزاء متعددة من الجسم.
و تتواجد هذه الأسماك في الشمال الشرقي من المحيط الأطلسي وفي البحر المتوسط وكذلك البحر الأسود والخليج العربى والبحر الأحمر هذا وتتوفر في الأسواق في الإسكندرية و الكثير من أسواق السمك بالخليج العربى.
ويتم إفراز السموم عندها من الغدد السامة والزبانيات المتصلة بها وتتسلح هذه الأسماك كذلك بالأشواك المتواجدة بكثرة على أذنابها الحادة.
والجرح الناتج عن وخز الزبانة والأشواك مؤلم جداً ويصاب بالتورم حالاً. وبعد أن يصل السم إلى الدم يصاب الإنسان بالقيء الشديد، الإسهال، ويتصبب العرق الغزير منه، ثم يعتريه هبوط حاد في الضغط الدموي، وأخيراً يصاب بشلل العضلات الإرادية وغير الإرادية. وهناك حالات موت كثيرة نتيجة التعرض لخطر هذه الأسماك. و لذلك ينصح عند التعرض لإصابة التوجه مباشرة إلى اقرب مستشفى.
و كذلك يطلق عليها القوابع نظرا إلى انها تقوم بدفن نفسها في الرمال ولا يظهر منها إلا العينين فقط وتظل ساكنة لفترات طويلة في انتظار الفريسة.
أنواع أسماك الرقيطة ( اللخمة ) :
1- الرقيطة ذات السوط الطويل Long-tail Rays:
الرقيطة ذات السوط تعد ذات جسمها ناعم الملمس وعرض القرص أعرض من طول الجسم، لذا فهي تبدو دائرية الشكل من عند قاعدة الذيل وحتى جانبي العينين، ثم تأخذ شكل مثلث قمته أمام منتصف العينين، ولونها يتدرج من اللون الرملي إلى البني القاتم مع وجود نقط مرمرية اللون أو سوداء، والذيل أسطواني والطرف الحر منه يوجد عليه من 30-40 حلقة داكنة اللون ويوجد به شوكة كبيرة مشرشرة أفقية تحت الذيل مباشرة.
2- الرقيطة الصغيرة Sting Rays:
الرقيطة الصغيرة يتميز جسم هذا النوع بأنة ناعم الملمس والقرص بيضاوي محدب من الأمام ومستدير الجوانب، والعيون كبيرة وجاحظة وتوجد في منتصف الظهر وذيلها سميك وأطول من قرص الجسم مع وجود حافة جلدية غليظة تنطوي لتكون زوج من الأشواك متجهة إلى أعلى، ولون الرقيطة بني خفيف مبرقش ببقع زرقاء كبيرة ودائرية على القرص مع وجود خطوط زرقاء على جانبي الذيل.
3- الرقيطة الكهربائية ( السمك الرعاد) Electric Rays
الرقيطة الكهربائية تتميز بان جسمها ناعم ورخو ولونه بني مصفر من الناحية الظهرية أبيض ترابي من الناحية الباطنية ولها زعنفتان ظهريتان، والفص السفلي من قاعدة الذيل طويل والذيل قصير وغليظ ويصل طولها إلى قرابة المتر، ويعيش هذا النوع منبطحا على بطنه على قاع البحر ولا يتحرك ألا نادراً ولفترات قصيرة وترقد وهي نصف مدفونة وتحتفظ الأنثى بالبيض داخل جسمها حتى يفقس.
ولهذا الكائن القدرة على إطلاق شحنة كهربائية تصل إلى 500 فولت من كتل جيلاتينية تحوي آلاف الخلايا تتراوح بين 20 ألف و100 ألف خلية على جانبي الجسم مباشرة خلف الرأس، وهذه الخلايا تكون الطرف العلوي منها موجباً والطرف السفلى سالباً، لذلك فان التيار الكهربائي للرعاد يمر من الناحية البطنية إلى الظهرية وعندما تهاجم تلك السمكة فإن الخلايا تصدر الشحنة الكهربائية بنبضة واحدة ثم تعاود شحن الخلايا أثناء ابتعادها من مكان الخطر.